# Breznița-Motru, Mehedinți
Breznița-Motru este satul de reședință al comunei cu același nume din județul Mehedinți, Oltenia, România.